# Universitetslärare
En universitetslärare är en anställd vid ett universitet eller en högskola som anställts på vetenskapliga eller konstnärliga meriter med uppgift att undervisa, forska eller en kombination av de båda sysslorna.
Universitetslärare delas in i kategorier vars titlar speglar anställningsformen och/eller vetenskaplig kompetens. I det svenska högskolesystemet innehar till exempel universitetsadjunkter en högskoleutbildning på kandidat-, magister- eller masternivå, medan universitetslektorer och professorer innehar doktorsexamen. Universitetslärare med högre vetenskaplig kompetens kan förklaras behöriga som docent; detta är inte en anställning utan en beskrivning av universitetslärarens kompetens.
Ett flertal andra indelningar förekommer, världen över.